# Сельское поселение Веселёвское
Сельское поселение Веселёвское —  упразднённое муниципальное образование (сельское поселение), существовавшее в Наро-Фоминском муниципальном районе Московской области с 2005 по 2017 год.
Образовано в 2005 году, включило 33 населённых пункта позже упразднённых Веселёвского и Шустиковского сельских округов.
Административный центр — деревня Веселёво.
Глава сельского поселения — Ширшов Виталий Иванович (с 2006 года).

## Географические данные
Общая площадь — 205,78 км².
Сельское поселение Веселёвское расположено на западе Наро-Фоминского района и граничит с:
- Можайским районом Московской области (на западе и севере),
- городским поселением Верея (на севере),
- сельским поселением Волчёнковское (на востоке),
- Боровским районом Калужской области (на юге),
- Медынским районом Калужской области (на юге).

## Население
| 2006  | 2007  | 2008  | 2009  | 2010  | 2011  |
| ----- | ----- | ----- | ----- | ----- | ----- |
| 2279  | ↘1498 | ↗2350 | ↗2386 | ↘2362 | ↘2330 |
| 2012  | 2013  | 2014  | 2015  | 2016  | 2017  |
| →2330 | ↗2337 | ↘2316 | ↘2292 | ↘2285 | ↘2240 |

## Населённые пункты
В состав поселения входят 33 населённых пункта:
| Вид     | Наименование       | Население, чел. | ОКАТО          | Бывшая административная единица до 2006 года |
| ------- | ------------------ | --------------- | -------------- | -------------------------------------------- |
| деревня | Архангельское      | 7               | 46 238 843 011 | Шустиковский сельский округ                  |
| деревня | Благовещенье       | 56              | 46 238 810 008 | Веселёвский сельский округ                   |
| деревня | Васькино           | 85              | 46 238 843 010 | Шустиковский сельский округ                  |
| деревня | Веселёво           | 1238            | 46 238 810 001 | Веселёвский сельский округ                   |
| деревня | Вышегород          | 103             | 46 238 810 016 | Веселёвский сельский округ                   |
| посёлок | Дубки              | 47              | 46 238 810 014 | Веселёвский сельский округ                   |
| деревня | Дубровка           | 0               | 46 238 843 012 | Шустиковский сельский округ                  |
| деревня | Дуброво            | 9               | 46 238 810 019 | Веселёвский сельский округ                   |
| деревня | Дудкино            | 2               | 46 238 810 007 | Веселёвский сельский округ                   |
| деревня | Залучное           | 6               | 46 238 810 020 | Веселёвский сельский округ                   |
| деревня | Зубово             | 5               | 46 238 843 009 | Шустиковский сельский округ                  |
| деревня | Ильинское          | 11              | 46 238 843 004 | Шустиковский сельский округ                  |
| деревня | Кобяково           | 3               | 46 238 843 005 | Шустиковский сельский округ                  |
| деревня | Крюково            | 63              | 46 238 843 002 | Шустиковский сельский округ                  |
| деревня | Лобаново           | 8               | 46 238 810 013 | Веселёвский сельский округ                   |
| деревня | Лукьяново          | 3               | 46 238 810 012 | Веселёвский сельский округ                   |
| деревня | Макаровка          | 25              | 46 238 843 007 | Шустиковский сельский округ                  |
| деревня | Мальцево           | 7               | 46 238 810 011 | Веселёвский сельский округ                   |
| деревня | Набережная Слобода | 12              | 46 238 810 018 | Веселёвский сельский округ                   |
| деревня | Нечаево            | 0               | 46 238 810 021 | Веселёвский сельский округ                   |
| деревня | Никольское         | 23              | 46 238 810 005 | Веселёвский сельский округ                   |
| деревня | Новоалександровка  | 23              | 46 238 843 008 | Шустиковский сельский округ                  |
| деревня | Новоборисовка      | 25              | 46 238 810 017 | Веселёвский сельский округ                   |
| деревня | Новозыбинка        | 7               | 46 238 810 003 | Веселёвский сельский округ                   |
| деревня | Носово             | 1               | 46 238 810 006 | Веселёвский сельский округ                   |
| деревня | Паново             | 13              | 46 238 810 002 | Веселёвский сельский округ                   |
| деревня | Перемешаево        | 5               | 46 238 810 009 | Веселёвский сельский округ                   |
| деревня | Петровское         | 2               | 46 238 810 010 | Веселёвский сельский округ                   |
| деревня | Подольное          | 3               | 46 238 810 015 | Веселёвский сельский округ                   |
| деревня | Рубцово            | 16              | 46 238 843 003 | Шустиковский сельский округ                  |
| деревня | Субботино          | 26              | 46 238 843 006 | Шустиковский сельский округ                  |
| деревня | Федюнькино         | 2               | 46 238 810 004 | Веселёвский сельский округ                   |
| деревня | Шустиково          | 443             | 46 238 843 001 | Шустиковский сельский округ                  |